# فرودگاه ملی میناتیتلان/کواتزاکوالکوس
فرودگاه ملی میناتیتلان/کواتزاکوالکوس (به انگلیسی: Minatitlán/Coatzacoalcos National Airport) یک فرودگاه همگانی مسافربری با کد یاتا MTT است که یک باند فرود آسفالت دارد و طول باند آن ۲۱۰۰ متر است. این فرودگاه در شهر وراکروس کشور مکزیک قرار دارد و در ارتفاع ۱۱ متری از سطح دریا واقع شده‌است.